# Santi Cirillo e Metodio (titre cardinalice)
 (septembre 2023).
Si vous disposez d'ouvrages ou d'articles de référence ou si vous connaissez des sites web de qualité traitant du thème abordé ici, merci de compléter l'article en donnant les références utiles à sa vérifiabilité et en les liant à la section « Notes et références ».
Le titre cardinalice des Santi Cirillo e Metodio (Cyrille et Méthode) est érigé par le pape François le 30 septembre 2023 et rattaché à l’église homonyme construite dans le Dragoncello (municipio X) en 1997.

## Titulaires
- Grzegorz Ryś (depuis le 30 septembre 2023)